# Recuperació de dades
La recuperació de dades és un conjunt de tècniques utilitzades per l'extracció de dades d'elements que contenen una informació que no és accessible pels mètodes habituals. La recuperació de dades es divideix en 2 tipus segons si les dades s'han extraviat per danys lògics o per danys físics.

## Danys lògics
És el cas més senzill de recuperació de dades, on la solució als problemes es basen a aplicar regles lògiques al dispositiu per extraure la informació, per aquest fi existeixen diversos programes gratuïts i comercials. Els problemes més usuals són esborrats i/o formatejats accidentals, corrupció d'arxius, problemes relatius amb virus, etc.

## Danys físics
Aquest cas és més complexa, on per poder realitzar una recuperació de les dades és necessari aplicar mesures correctores del problema físic que afecta el dispositiu, una vegada corregit el problema que presentava originalment el dispositiu pot ser necessari aplicar les regles lògiques que s'apliquen en el cas de danys lògics. Els problemes més habituals són: problemes elèctrics i/o electrònics, problemes mecànics, problemes provocats per temperatures extremes, ruptures, cops, etc.